# Partido del Progreso (Rusia)
El Partido del Progreso (en ruso: Партия Прогресса) fue un partido político ruso dirigido por Alekséi Navalny existente entre 2012 y 2018. Desde el 28 de abril de 2015, no era legal en Rusia, según el Ministerio de Justicia ruso.

## Historia
El partido fue fundado el 15 de diciembre de 2012 bajo el nombre de Alianza popular (Народный Альянс). El Ministerio de Justicia rechazó en dos ocasiones la petición de legalización como partido político.
Durante una conferencia extraordinaria del partido el 8 de febrero de 2014, el partido decide rebautizarse como Partido del Progreso. El 25 de febrero de 2014, tras una sentencia del Tribunal europeo, es finalmente autorizado a inscribirse en el registro de partidos políticos del Ministerio de la Justicia. Sin embargo, el 28 de abril de 2015, fue nuevamente apartado de la legalidad por las autoridades de Rusia.
Desde entonces, el partido no pudo presentarse como partido político a las elecciones.
Su sucesor, desde el 19 de mayo de 2018, es el partido «Rusia del Futuro» (Россия будущего).